# Bas van Werven
Bas van Werven (6 januari 1964) is een Nederlands radiomaker en journalist.  
Sinds 2016 presenteert hij het ochtendprogramma De Ochtendspits op BNR Nieuwsradio. Daarvoor was hij te horen op NPO Radio 1. 

## Loopbaan
Van Werven werkte jaren voor de commerciële radiozender BNR Nieuwsradio, een onderdeel van de FD Mediagroep. Hij presenteerde het ochtendprogramma On The Move, dat verschillende prijzen won. 
In 2010 stapte Van Werven over naar de TROS (later AVROTROS) om op tv de actualiteitenrubriek EénVandaag te presenteren; sinds 1 januari 2014 presenteerde hij eveneens de radiovariant van dit programma op NPO Radio 1, samen met Suzanne Bosman en Jan Mom. Op 30 augustus 2016 presenteerde hij EénVandaag voor het laatst. 
In de tijd dat hij voor de publieke omroep werkte, moest hij zijn werkzaamheden bij BNR staken. Het wekelijkse BNR-programma "De Nationale Autoshow", dat hij samen met Carlo Brantsen presenteerde, heeft sindsdien andere presentatoren. Na zijn vertrek bij EénVandaag ging van Werven weer voor BNR aan de slag. Hij volgde Tom van 't Hek op als presentator van het ochtendnieuwsprogramma De Ochtendspits.
Sinds 1 december 2023 presenteert hij het Veronica sportprogramma Veronica GP Magazine, voorheen RTL GP Magazine.

## Trivia
- Van Werven heeft twee dochters.
- In 2009 deed Van Werven twee uitzendingen lang mee aan het RTL-programma De Slimste. In 2014 deed hij een aflevering mee toen de NCRV het programma als De Slimste Mens uitzond.